# Arnaldo Azzi
Arnaldo Azzi (Ceneselli, 23 dicembre 1885 – Cuneo, 25 novembre 1957) è stato un generale e politico italiano, che era comandante della 41ª Divisione fanteria "Firenze" all'atto dell'armistizio dell'8 settembre 1943. Si oppose fermamente ad ogni trattativa di resa con le forze tedesche o con i partigiani albanesi, portando la sua divisione dapprima al combattimento, e poi alla macchia sulle montagne dell'Albania. Rientrato in Patria nel giugno 1944 fu deputato all'Assemblea Costituente e poi alla Camera dei deputati. Insignito della Croce di Cavaliere dell'Ordine militare di Savoia.

## Biografia
Nacque a Ceneselli (provincia di Rovigo) il 23 dicembre 1885, e si arruolò nel Regio Esercito come soldato semplice di fanteria nel 1910, iniziando la carriera militare. Prese parte alla guerra italo-turca e fu promosso al grado di tenente il 6 settembre 1913. Combatté nella prima guerra mondiale, inizialmente come comandante di compagnia, terminando il conflitto al comando del I Battaglione del 218º Reggimento della Brigata di fanteria "Volturno", con il grado di maggiore. Ferito in azione fu decorato con la Croce di guerra al valor militare.
Prese parte alle operazioni di riconquista della Libia al comando di una compagnia di àscari eritrei ivi trasferiti insieme al loro battaglione. Tra il 1929 e il 1931 comandò diversi battaglioni, fu promosso al grado di colonnello il 17 agosto del 1935, divenendo comandante del 46º Reggimento di fanteria "Reggio", incarico ricoperto fino al 1937. Promosso generale di brigata divenne comandante della Guardia alla frontiera del II Corpo d'armata.
Tra il 10 dicembre del 1941 e il 30 luglio del 1942 operò in Africa settentrionale italiana come comandante della 101ª Divisione fanteria "Trieste". Alla testa dei suoi soldati, il 21 giugno entrò in Tobruk accogliendo la resa della guarnigione sudafricana.
Dal 22 novembre dello stesso anno assunse il comando della 41ª Divisione fanteria "Firenze" assegnata alla 9ª Armata operante in Albania. Questa grande unità era inquadrata nel Gruppo d'armate Est, con Quartier generale a Tirana. Il 1º gennaio del 1943 fu elevato al rango di generale di divisione.
L'armistizio dell'8 settembre 1943 lo colse di sorpresa, ma fu uno dei pochi generali italiani che, rifiutandosi di obbedire ad ordini superiori, non cedette le armi né ai tedeschi, né alle truppe partigiane albanesi di Axhi Liesci. Tenuti uniti i sottoposti ed evitando ogni sbandamento di truppe, si scontrò con le truppe tedesche a Kruja, sostenendo il massiccio contrattacco fino all'ordinato ripiegamento dei suoi soldati in montagna. Il 28 settembre 1943 si incontrò con Enver Hoxha e con altri capi della resistenza albanese, stipulando con loro importanti accordi politico-militari. Trasformata la Divisione in una forte unità partigiana, egli assunse il Comando Italiano Truppe alla Montagna (C.I.T.a.M.), che sino a quel momento era stato tenuto dal tenente colonnello della Regia Aeronautica Mario Barbi Cinti. Una delle prime decisioni di carattere militare prese fu l'istituzione di cinque "Comandi militari di zona", ciascuno dei quali assegnato ad un battaglione per un totale di circa 25.000 uomini.
Nel giugno del 1944 rientrò in Patria con buona parte dei suoi uomini, ed assunse il comando militare delle regioni Lazio, Abruzzi e Umbria. Nel dicembre dello stesso anno fu esonerato dal comando dall'allora Ministro della guerra perché aveva pubblicato un articolo sulla democratizzazione, l'apoliticità e la riduzione delle Forze Armate. L'ordine per la sua destituzione fu dato del Luogotenente generale del Regno, Umberto di Savoia. Egli rispose al provvedimento restituendo al Ministro le sue onorificenze e le ricompense al valor militare di cui era insignito. Soltanto dopo la proclamazione della Repubblica fu reintegrato nel grado.
Deputato all'Assemblea Costituente, militò nel Partito Repubblicano, che abbandonò nel gennaio 1948 in polemica con la decisione di Randolfo Pacciardi di sostenere il governo De Gasperi IV. Fondò quindi insieme a Silvio Paolucci l'effimera Alleanza Repubblicana Popolare, che aderì al Fronte Democratico Popolare insieme a comunisti e socialisti. Fu rieletto nel 1948 con 27.418 preferenze nella circoscrizione Roma-Viterbo-Latina-Frosinone. Durante la I legislatura fu vice presidente della Commissione Difesa della Camera dei deputati.
Massone, fu membro del Grande Oriente d'Italia e l'undici marzo 1945 ricevette il brevetto di 31º grado del Rito scozzese antico ed accettato.
Si spense a Cuneo il 25 novembre 1957.

### Annotazioni
1. ↑  Insieme a lui furono promossi lo stesso giorno anche i futuri generali Antonio Gandin, Giovanni Messe, Ernesto Chiminello, Francesco La Ferla, Ugo Tabellini.
2. ↑  Aveva assunto questo comando il 25 agosto 1918, rimpiazzando il capitano Raoul Astolfi.
3. ↑  Sostituì al comando della Divisione il generale Alessandro Piazzoni.
4. ↑  Venne rimpiazzato al comando della Divisione dal generale Francesco La Ferla.
5. ↑  Il comando di divisione si trovava a Dibra.
6. ↑  L'ordine di consegnare le armi pesanti era giunto dal Comandante del Gruppo di Armate Est, generale Ezio Rosi.
7. ↑  Dibra, Peza, Elbasan, Dajt e Berat.
8. ↑  In più gli si incolpava di avere tenuto discorsi apertamente antimonarchici.

### Fonti
1. ↑  Becherelli, Carteny, Giardini 2013, p. 227.
2. ↑  Biografia ANPI
3. 1 2 3 4  Becherelli, Carteny, Giardini 2013, p. 228.
4. ↑  Gazzetta Ufficiale del Regno d'Italia n.237 dell'11 ottobre 1913.
5. 1 2 3 4 5 6 7 8 9  Becherelli, Carteny, Giardini 2013, p. 229.
6. 1 2  Crociani, Battistelli 2011, p. 12.
7. ↑  Becherelli, Carteny, Giardini 2013, p. 230.
8. ↑  Gazzetta Ufficiale del Regno d'Italia n.116 del 20 maggio 1946.
9. ↑  (FR) Jean-Claude Lescure, De la résistance aux élections de 1948, la métamorphose des républicains italiens, in Parlement[s], Revue d'histoire politique, n. 3, 2018.
«Paolucci, responsable du parti pour les Abruzzes, après avoir contesté les choix de la direction lors du Congrès, quitte le parti avec Arnaldo Azzi. Ensemble, ils créent un nouveau mouvement, l’Alleanza Repubblicana Popolare, qui s’appuie d’abord sur les sections des Abruzzes fidèles à Paolucci et celles du Latium proches du général Azzi. Ils adhèrent au Front populaire, l’alliance électorale formée par les partis de la Gauche [...]»
10. ↑   Camera 18/04/1948 - Area ITALIA - Circoscrizione Roma-Viterbo-Latina-Frosinone, su Eligendo. URL consultato il 31 ottobre 2022.
11. ↑  Aldo Alessandro Mola,Storia della Massoneria in Italia dal 1717 al 2018, Bompiani/Giunti, Firenze-Milano, 2018, p. 624-626.
12. ↑   Azzi Arnaldo, Cavaliere Ordine Militare d'Italia, su Presidenza della Repubblica.
13. ↑  Decreto Ministeriale del 2 luglio 1922.
14. ↑  Gazzetta Ufficiale del Regno d'Italia n. 168 del 22 luglio 1936.